# 溝足獸科
溝足獸科（學名：Brithopodidae）是合弓綱獸孔目恐頭獸亞目的一科，主要生存於二疊紀中期的俄羅斯，大部分是肉食性動物。目前溝足獸科被視為是一個並系群，多被安蒂歐獸類所取代。

## 特徵
溝足獸科是群原始的恐頭獸類動物，在獸孔目中的演化位置相當原始。在1965年，俄羅斯古生物學家Peter Chudinov發現彼爾姆州奧喬爾地區的溝足獸科，類似同時代、同地區的漸衰鱷、巴莫鱷、始巨鱷，但較為衍化。溝足獸科的頭顱骨非常類似早期巴莫鱷亞目的頭顱骨。溝足獸科的顳顬孔（Temporal fenestrae）相當大，有更多空間可容納下頜肌肉，產生更大的咬合力。頭顱骨中線有較明顯的稜脊，可供下頜肌肉附著。溝足獸科的門齒大而尖銳、犬齒長、頰齒銳利，顯示牠們是肉食性動物。溝足獸科的顱後骨骼類似盤龍目的楔齒龍類，但四肢步態較為直立。

## 分類歷史
在1954年，伊凡·埃夫雷莫夫（Ivan Yefremov）建立溝足獸科（Brithopodidae），以包含發現於俄羅斯彼爾姆州地區的大型肉食性獸孔目動物。
在1962年，Everett C. Olson認為溝足獸科與恐頭獸亞目的草食性貘頭獸下目沒有接近親緣關係，而是麗齒獸類、其他獸齒類的近親。於是Everett C. Olson建立始獸齒類（Eotheriodontia），包含溝足獸科、漸衰鱷科、巴莫鱷科。但其他研究人員沒有接受這個分類法。
在1963年，Lieuwe Dirk Boonstra命名安蒂歐獸時，同時建立安蒂歐獸科，將溝足獸科的數個屬改歸類於安蒂歐獸科，但仍保留多特羅龍獸與大部分俄羅斯物種。Lieuwe Dirk Boonstra也提出溝足獸科與安蒂歐獸科是遠親，而巨形獸科較為原始。
在1986年，James A. Hopson與Herbert Barghusen首次將親緣分支分類法應用於獸孔目研究，他們建立安蒂歐獸類演化支，同時提出溝足獸科與安蒂歐獸科的範圍相同。他們所建立的安蒂歐獸族（Anteosaurini），包含：安蒂歐獸、Doliosaurus/Doliosauriscus，範圍與Boonstra版的安蒂歐獸科相同。
在1988年，Gillian King將溝足獸科重新歸類為溝足獸亞科（Brithopodinae）。
在1994年，M. F. Ivakhnenko將溝足獸科的數個屬，歸類於合齒獸科。
以下屬曾經被歸類於溝足獸科：古合齒獸（Archaeosyodon）、多特羅龍獸、Doliosauriscus（原名Doliosaurus）、諾托合齒獸、合齒獸、巨型獸。其中，古合齒獸可能屬於偉鱷獸科；多特羅龍獸可能是草食性動物，有時被歸類於個別的多特羅龍獸科（Deuterosauridae）；始合齒獸發現於美洲，是由Everett Olson所命名，目前被發現是個嵌合體。Admetophoneus、Doliosauriscus曾經被歸類於安蒂歐獸科。諾托合齒獸、合齒獸則被歸類於合齒獸科。巨型獸則被分類於溝足獸科或安蒂歐獸亞科。
近年發現於南非的南方合齒獸、發現於中國的狹頭獸與中華獵獸（Sinophoneus），多被歸類於安蒂歐獸類，而非逐漸較少使用的溝足獸科。

## 外部連結
- 安蒂歐獸類的特徵 - Palaeos
- 巨形獸科的列表 - Mikko's Phylogeny Archive